# Smaragdina salicina
Smaragdina salicina là một loài bọ cánh cứng thuộc phân họ Clytrinae. Chúng thường sinh sống ở châu Âu, Đông miền Cổ bắc và Cận Đông.
Con trưởng thành dài 4,5–6,5 milimét (0,18–0,26 in). Thức ăn của chúng chủ yếu là các loài thực vật thuộc các chi Salix và Crataegus, đôi khi cả (mận gai Prunus spinosa, Trifolium, etc).

## Hình ảnh

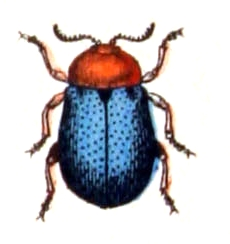